# Джелеп
Джелеп или Джелепкьой (на турски: Celep, Celepköy, на гръцки: Τζελέπκιοϊ) е село в Източна Тракия, Турция, Вилает Истанбул.

## История
През XIX век Джелеп е гръцко село в Цариградския вилает на Османската империя. През 1922 година след краха на Гърция в Гръцко-турската война жителите на Джелеп се изселват в Гърция по силата на Лозанския договор. 100 семейства от Джелеп са настанени в кукушкото село Тумба.